# (4997) Ksana
(4997) Ksana es un asteroide perteneciente al cinturón de asteroides, descubierto el 6 de octubre de 1986 por Liudmila Karachkina desde el Observatorio Astrofísico de Crimea (República de Crimea), y debe su nombre al químico ruso Kseniya Nessler.

## Designación y nombre
Designado provisionalmente como4997 Ksana. Fue nombrado Ksana en honor a la química rusa Kseniya Andreevna Nessler, amiga de la descubridora.

## Características orbitales
Ksana está situado a una distancia media del Sol de 2,869 ua, pudiendo alejarse hasta 3,811 ua y acercarse hasta 1,927 ua. Su excentricidad es 0,328 y la inclinación orbital 32,83 grados. Emplea 1775 días en completar una órbita alrededor del Sol.

## Características físicas
La magnitud absoluta de Ksana es 12,9. Tiene 9,86 km de diámetro y su albedo se estima en 0,316. Está asignado al tipo espectral B según la clasificación SMASSII.